# Alpinia kawakamii
Alpinia kawakamii är en enhjärtbladig växtart som beskrevs av Bunzo Hayata. Alpinia kawakamii ingår i släktet Alpinia och familjen Zingiberaceae. Inga underarter finns listade i Catalogue of Life.